# Correio Braziliense
Correio Braziliense è un quotidiano brasiliano fondato a Brasilia nel 1960.

## Storia
Fondata il 21 aprile 1960 da Assis Chateaubriand, insieme all'inaugurazione della città e della TV Brasília. Il nome deriva dallo storico Correio Braziliense o Armazém Literário, edito a Londra dal 1808 da Hipólito José da Costa.
Nel 1960, accettando una sfida del presidente Juscelino Kubitschek, Diários Associados, allora il più grande conglomerato di media in Brasile, propose di lanciare un giornale nella nuova capitale federale, Brasilia. Scoprendo negli scritti di Hipólito José da Costa idee favorevoli al trasferimento della capitale da Rio de Janeiro all'interno, l'allora direttore dei Diários Associados Assis Chateaubriand decise di riprendere il titolo, approfittando del termine brasiliense che cominciava ad essere usato come aggettivo per Brasilia. Tuttavia, per rimanere fedeli al titolo di Costa, si decise di conservare la grafia arcaica Braziliense, al posto dell'attuale grafia del gentile, Brasiliense.
Anche dopo la morte di Chateaubriand il Correio, a differenza di TV Brasília che è stata venduta nel 2001, ha continuato ad appartenere a Diários Associados ed è rimasto il principale quotidiano della capitale federale.